# Jean Jacques Dozy
Jean Jacques Dozy (Róterdam, 18 de junio de 1908-La Haya, 1 de noviembre de 2004) fue un geólogo neerlandés.

## Vida
Hijo de un policía en Róterdam, Dozy estudió en la década de 1930 en Leiden y fue uno de los fundadores de la cadena NH geológica Vereniging (Asociación Geológica de Leiden), una sociedad para estudiantes de geología. Durante sus estudios, subió una montaña en Bérgamo y así venció su primera cumbre y luego se convirtió en un alpinista activo.
Después de su graduación, se fue como geólogo de las Indias Orientales y trabajó para la Royal Dutch Shell y para su filial, el Batavia Petróleo Maatschappij (BPM), hasta su retiro en 1966. Esto lo llevó a varios países, por ejemplo. Como después Guatemala, Venezuela, Irán, incluyendo a Indonesia y en su tierra natal los Países Bajos.

### Expedición Carstensz

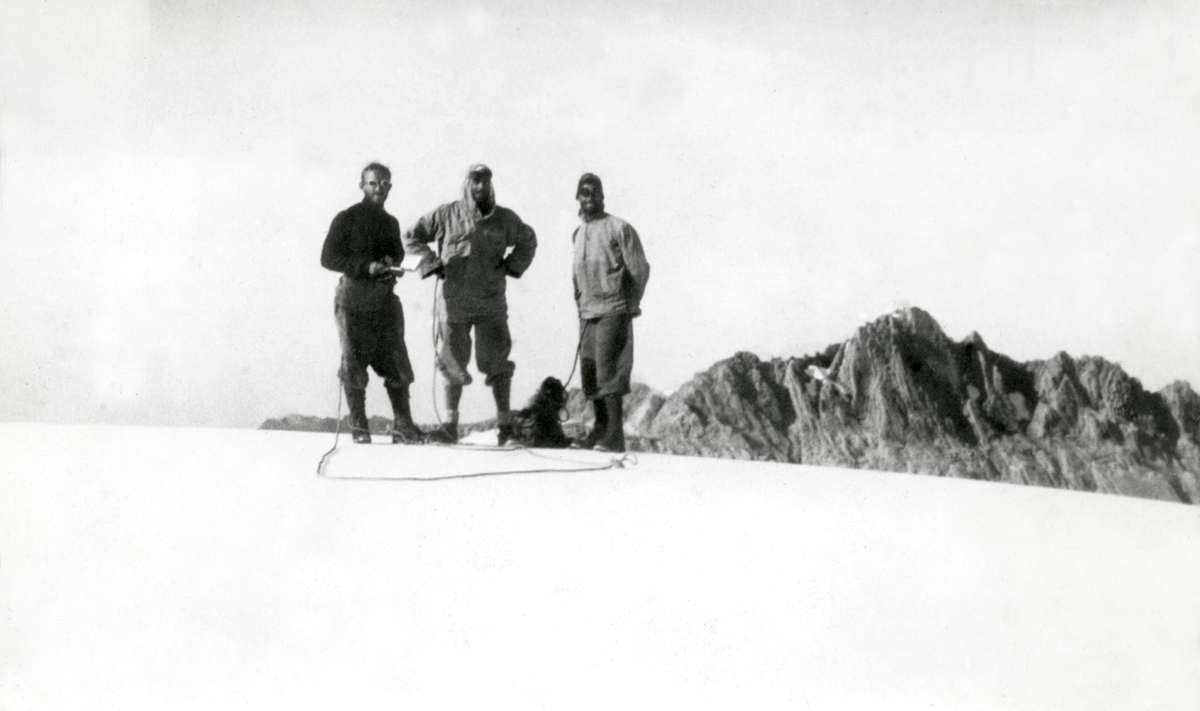
Anton Colijn, Frits Wissel y Jean Jacques Dozy durante la expedición Carstensz (1936)

In 1936, participó en la expedición Carstensz en la Nueva Guinea Neerlandesa donde exploran y suben el monte Jaya, la montaña más alta de la isla de Nueva Guinea.
Tras subir al punto más alto del monte, junto a Anton Colijn y Frits Wissel, Dozy descubre la presencia de abundantes menas en una montaña a la que llamó Ertsberg (que significa Montaña de Menas).
En los años posteriores, esto da lugar a la Mina Grasberg. En 1939 publica un artículo sobre su descubrimiento pero fue rechazado debido a la Segunda Guerra Mundial. Veinte años más tarde su artículo lleva a redescubrir el monte Ertsberg y al desarrollo del complejo minero Ertsberg-Grasberg.

## Carrera
A partir de 1980, fue profesor de geología en la Universidad Técnica de Delft. Fallece el 1 de noviembre de 2004, en La Haya, Holanda, Países Bajos.